# Ratusz w Świerzawie

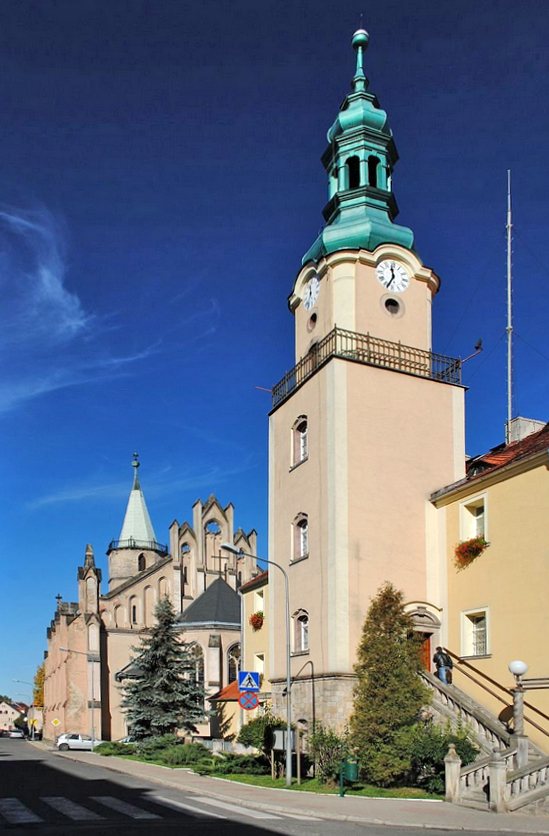
Ratusz w Świerzawie

Ratusz w Świerzawie – neogotycka budowla powstała w roku 1810 skutkiem przebudowy poprzedniego ratusza. Na przełomie XIX i XX wieku budynek był nieznacznie przerabiany, obecnie jest siedzibą Urzędu Miasta i Gminy Świerzawa. 

## Historia
Najwcześniejsze wzmianki o pierwszym ratuszu w Świerzawie pochodzą z 1449 roku. W późniejszych czasach budowla ta była kilkukrotne niszczona w pożarach, a następnie odbudowywana. Obecna forma ratusza pochodzi z roku 1810, kiedy to przeprowadzono ostatnią większą przebudowę. Na przełomie XIX i XX wieku dokonano niewielkich przeróbek budynku, które nie zmieniły jego kształtu.
 
Decyzją wojewódzkiego konserwatora zabytków z dnia 5 czerwca 1967 roku ratusz został wpisany do rejestru zabytków.

## Architektura
Ratusz jest neogotycką budowlą wzniesioną na planie prostokąta, ma trzy kondygnacje, kilka traktów pomieszczeń i jest nakryty dwuspadowym dachem naczółkowym. W południowej elewacji wkomponowana jest czworoboczna wieża z tarczami zegarowymi, w wyższej części węższa i ze ściętymi narożnikami. Całość wieńczy barokowy, dwukopułkowy hełm z prześwitem i iglicą. Wejście do wieży znajduje się na wysokości pierwszego piętra, prowadzą do niego jednobiegowe schody z kamienną balustradą. Na fasadzie umieszczona jest płaskorzeźba przedstawiająca herb miasta czyli otwartą dłoń. Wewnątrz na uwagę zasługuje zabytkowa waga miejska zamieszczona na suficie w dolnym korytarzu. W niektórych salach zachowały się sklepienia krzyżowe i kolebkowe z lunetami.

Obecnie ratusz jest siedzibą Urzędu Miasta i Gminy Świerzawa.